# Фундень (Прахова)
Фундень, Фундені (рум. Fundeni) — село у повіті Прахова в Румунії. Входить до складу комуни Гура-Вітіоарей.
Село розташоване на відстані 75 км на північ від Бухареста, 19 км на північ від Плоєшті, 68 км на південний схід від Брашова.

## Населення
За даними перепису населення 2002 року у селі проживали 927 осіб, усі — румуни. Усі жителі села рідною мовою назвали румунську.